# C-65
Die C-65 ist eine Autobahn (Autopista), die bei der Ausfahrt 7 der AP-7 beginnt und in Costa Brava endet.
Die Autobahn beginnt im Süden von Girona und verläuft durch Quart, Cassà de Selva, Llagostera, Santa Cristina von Aro. Abschnittsweise wurde sie bereits zur Autovia aufgewertet und dient am Wochenende bzw. im Sommer den Tourismusverkehr von Gerona zur Küste.

## Weblink
- Autovia C-31, C-65 I C-66. Anella de les gavarres verfasst am 31. Dezember 2011, abgerufen am 22. Oktober 2017 (spanisch)